# الإعاقة في الهند
يبلغ معدل انتشار الأشخاص ذوي الإعاقة بشكل عام 4.52% من السكان، أي 63.28 مليون، وفقًا لمنشور المجلس الهندي للأبحاث الطبية من مسح NFHS-5 2019-21. الهند طرف في اتفاقية الأمم المتحدة لحقوق الأشخاص ذوي الإعاقة. تشمل التشريعات التي تؤثر على الأشخاص ذوي الإعاقة في الهند قانون حقوق الأشخاص ذوي الإعاقة لعام 2016، وقانون رعاية الصحة العقلية لعام 2017، وقانون الصندوق الوطني لعام 1999، وقانون مجلس إعادة التأهيل في الهند لعام 1992. يواجه الأشخاص ذوو الإعاقة في الهند مواقف اجتماعية سلبية بين عامة السكان.

## انتشار
تم تحديد عدد الأشخاص ذوي الإعاقة في الهند بـ 21 مليونًا في تعداد الهند لعام 2001. وفي تعداد عام 2011، ارتفع الرقم بنسبة 22.4% ليصل إلى 26.8 مليون. وفقًا لتعداد عام 2011، يعاني 20.3% من الأشخاص ذوي الإعاقة في الهند من إعاقات حركية، و18.9% يعانون من ضعف السمع، و18.8% يعانون من ضعف البصر. بالإضافة إلى ذلك، جمعت تعداد عام 2011 بيانات عن الإعاقة العقلية لأول مرة، ووجدت أن 5.6% من الهنود ذوي الإعاقة يندرجون ضمن هذه الفئة.
ومع ذلك، قدمت أنيتا غاي تقديرًا أعلى في عام 2002، وهو 70 مليونًا. وقد أعطت بيانات المسح الصحي العالمي لمنظمة الصحة العالمية من عام 2002 إلى عام 2004 تقديرًا أعلى بكثير بأن 25% من الأشخاص في الهند يعانون من شكل من أشكال الإعاقة، وهو أعلى بكثير من المتوسط العالمي، ولكن منظمة الصحة العالمية اعترفت بأن هذا المسح كان له قيود خطيرة. وقدر تقرير للبنك الدولي صدر عام 2009 أن ما بين 5% إلى 8% من سكان الهند يعانون من الإعاقة.
وقد قدر تحليلان للبيانات من دراسة أجريت عام 2004 في منطقة ريفية في كارناتاكا معدل الإعاقة بنحو 6.3% ومعدل الإعاقة العقلية على وجه التحديد بنحو 2.3%. أظهرت البيانات التي تم جمعها في إحدى قرى تشانديغار من عام 2004 إلى عام 2005 أن معدل انتشار الإعاقة بلغ 4.79%. وجدت دراسة رئيسية نُشرت عام 2018 في خمسة مواقع في الهند أن 9.2% من الأطفال الذين تتراوح أعمارهم بين 2 و5 سنوات و13.6% من الأطفال الذين تتراوح أعمارهم بين 6 و9 سنوات يعانون من اضطراب واحد على الأقل من اضطرابات النمو العصبي السبعة (ضعف البصر، والصرع، وضعف الحركة العصبية بما في ذلك الشلل الدماغي، وضعف السمع، واضطرابات الكلام واللغة، واضطرابات طيف التوحد، والإعاقة الذهنية).

## تشريع

### دولي
الهند طرف في اتفاقية الأمم المتحدة لحقوق الأشخاص ذوي الإعاقة، حيث وقعت على المعاهدة في 30 مارس 2007 وصدقت عليها في 1 أكتوبر 2007.

### وطني
أصدرت الهند قانون الأشخاص ذوي الإعاقة (تكافؤ الفرص وحماية الحقوق والمشاركة الكاملة) في عام 1995 لتوفير الاعتراف بحقوق واحتياجات الأشخاص ذوي الإعاقة الخاصة في البلاد. كما نصت على تخصيص أماكن للأشخاص ذوي الإعاقة في الوظائف الحكومية ومؤسسات التعليم العالي. حل قانون حقوق الأشخاص ذوي الإعاقة لعام 2016 محل التشريع السابق وزاد عدد الإعاقات المعترف بها من سبعة إلى 21. في حين أن التشريع لعام 1995 كان يخصص 3% من الوظائف الحكومية، فإن التشريع الجديد يخصص 4%. وبموجب التشريع الجديد، يتعين على جميع مؤسسات التعليم العالي التي تديرها الحكومة أو تمولها تخصيص 5% من أماكنها للتسجيل للأشخاص ذوي الإعاقة.
حقوق الأشخاص ذوي الإعاقات النفسية والاجتماعية محمية بموجب قانون رعاية الصحة العقلية لعام 2017. أنشأ قانون مجلس إعادة التأهيل في الهند لعام 1992 مجلس إعادة التأهيل في الهند، والذي كُلِّف بتدريب متخصصي إعادة التأهيل وتعزيز البحث في إعادة التأهيل والتعليم الخاص. هناك قانون آخر يحكم شؤون الإعاقة في الهند وهو قانون الصندوق الوطني لرعاية الأشخاص المصابين بالتوحد والشلل الدماغي والتخلف العقلي والإعاقات المتعددة لعام 1999، أو ببساطة قانون الصندوق الوطني. أنشأ هذا القانون الصندوق الوطني، وهو هيئة حكومية تعمل مع شبكات المتطوعين ومنظمات الأشخاص ذوي الإعاقة، كما تشكل لجانًا على المستوى المحلي تعين أوصياء قانونيين للأشخاص ذوي الإعاقة الذين يُعتقد أنهم في حاجة إليهم.

## السياسة الحكومية
يتم التعامل مع القضايا المتعلقة بالإعاقة من قبل إدارة تمكين الأشخاص ذوي الإعاقة، والتي تقع تحت إشراف وزارة العدالة الاجتماعية والتمكين. كما قامت حكومة الهند أيضًا بتنفيذ مبادرات مثل حملة الهند المتاحة لجعل الأماكن العامة ووسائل النقل خالية من العوائق للأشخاص ذوي الإعاقة.
وقد روج رئيس الوزراء ناريندرا مودي لاستخدام مصطلح ديفيانججان ("أصحاب القدرات الإلهية") كبديل لمصطلح "الأشخاص ذوي الإعاقة". ومع ذلك، وصفها نشطاء حقوق ذوي الإعاقة بأنها متعاليومهينة.

## المواقف الاجتماعية
تختلف المواقف تجاه الإعاقة بشكل كبير بين المناطق والثقافات الفرعية. في حين أن الإعاقة لا تحمل أي وصمة اجتماعية عالمية، إلا أن هناك مناطق وثقافات فرعية لا تتفق مع هذا الرأي. في بعض الأماكن، يُنظر إلى الأشخاص ذوي الإعاقة على أنهم أشرار أو مخادعون، أو غير قادرين على التقدم إلى مرحلة البلوغ ويعتمدون على الصدقات والشفقة للحصول على المساعدة. في مثل هذه السيناريوهات، غالبًا ما يتم عزل الأشخاص ذوي الإعاقة اجتماعيًا، وغالبًا ما يكون ذلك نتيجة لمواقف ثقافية ودينية راسخة تجاه الإعاقة.

### الجوانب التقاطعية
يركز معظم الأشخاص ذوي الإعاقة وأسرهم في الهند على البقاء على قيد الحياة في ظل الفقر المدقع. ومع ذلك، فإن حركة حقوق ذوي الإعاقة في الهند تتألف بشكل أساسي من نشطاء النخبة من الطبقة المتوسطة الذين يعكسون عمومًا أهداف حركة حقوق ذوي الإعاقة في الدول الغربية.
تتأثر الإعاقة في الهند بالانقسامات الاجتماعية الأخرى مثل الطبقة والجنس والطائفة. تظهر الإحصائيات أن النساء ذوات الإعاقة في الهند أكثر تهميشًا من نظرائهن من الذكور. تقول أنيتا غاي أن الحركة النسوية الهندية تجاهلت الظروف الفريدة التي تعيشها النساء ذوات الإعاقة.

## ثقافة

### سينما
غالبًا ما عززت السينما الهندية الناطقة باللغة الهندية الصور النمطية السلبية حول الأشخاص ذوي الإعاقة، ولكنها أنتجت مؤخرًا العديد من الأفلام التي ساعدت في زيادة الوعي. كان هناك موضوع متكرر منذ فترة طويلة وهو أن الإعاقة هي عقاب على الأفعال السيئة، على سبيل المثال في جيفان نايا (1936)، وآدمي (1968)، ودهانوان (1981).  لقد تم استخدام الشخصيات ذات الإعاقات العقلية بشكل متكرر كوسيلة للتخفيف من حدة الكوميديا، وهو الاتجاه الذي انتقده دينيش بهوجرا باعتباره يعزز الوصمة الاجتماعية. حددت أتانو موهاباترا عدة طرق يتم بها تصوير النساء ذوات الإعاقة بشكل خاطئ في الأفلام الهندية مقارنة بالرجال ذوي الإعاقة: يتم تضمينهن بشكل أقل، ونادراً ما يحظين بحب الرجال الأصحاء على الرغم من أن العكس هو الصحيح في كثير من الأحيان، ومن غير المرجح أن يصبحن قادرات على إعالة أنفسهن اقتصاديًا، ولا يتم تضمينهن إلا إذا كن جذابات جسديًا.
لقد شهد العقد الذي أعقب عام 2005 تحولاً في تمثيل الأشخاص ذوي الإعاقة في السينما الهندية. ويبدو أن السبب المباشر لهذا التحول كان مهرجان الأفلام الدولي لذوي الإعاقة الذي أقيم في عام 2005 برعاية مؤسسة Ability Foundation (وهي منظمة غير حكومية هندية). حقق فيلم بلاك (2005) إنجازًا جديدًا من خلال التركيز على بطلة أنثى تعاني من إعاقة، وهي فتاة عمياء وصماء وبكماء ولكنها تنجح أكاديميًا بعد صراع كبير. استكشفت أفلام أخرى، بما في ذلك نجوم على الأرض (2007) للممثل والمخرج الشهير عامر خان، حياة الأشخاص المصابين بعسر القراءة، والشيخوخة المبكرة، ومتلازمة أسبرجر، وفقدان الذاكرة، من بين حالات أخرى.  كانت هناك بعض السوابق السابقة لهذه التصويرات الأكثر اكتمالاً، بما في ذلك Koshish (1972) و Sparsh (1980)، والتي استكشفت الصمم والعمى على التوالي. وعلى العكس من ذلك، استمرت بعض الأفلام الهندية الحديثة في عرض صور نمطية لا أساس لها من الصحة عن الأشخاص ذوي الإعاقة.
بالإضافة إلى ذلك، صورت بعض أفلام صناعة السينما التاميلية أشخاصًا من ذوي الإعاقة، مثل فيلم ديفا ثيروماجال، الذي يصور أبًا يعاني من اضطراب عصبي مختلف وابنته.

### رياضة
شاركت الهند لأول مرة في دورة الألعاب البارالمبية الصيفية في عام 1968، ثم تنافست مرة أخرى في عام 1972، ثم غابت حتى دورة الألعاب البارالمبية عام 1984. وقد شاركت البلاد في كل نسخة من الألعاب الصيفية منذ ذلك الحين. لم تشارك قط في الألعاب البارالمبية الشتوية.

## روابط خارجية
- قانون حقوق الأشخاص ذوي الإعاقة، 2016
- قانون الصندوق الوطني، 1999
- قانون مجلس إعادة التأهيل في الهند، 1992
- قانون الرعاية الصحية العقلية لعام 2017